# Västra Karup
Västra Karup is een plaats in de gemeente Båstad in het Zweedse landschap Skåne en de provincie Skåne län. De plaats heeft een inwoneraantal van 556 (2005) en een oppervlakte van 114 hectare. Västra Karup ligt op het schiereiland Bjäre en wordt omringd door zowel landbouwgrond als bos. In de plaats staat de kerk Västra Karups kyrka. De plaats Båstad ligt zo'n zeven kilometer ten noordoosten van het dorp.

## Verkeer en vervoer
Bij de plaats loopt de Länsväg 105.

## Geboren
- Birgit Nilsson (1918) Sopraan

Båstad · Förslöv · Torekov · Grevie · Östra Karup · Västra Karup · Rammsjöstrand · Eskilstorp en Hemmeslövs gård · Kattvik · Killebäckstorp · Axelstorp